# Melizzano
Melizzano – miejscowość i gmina we Włoszech, w regionie Kampania, w prowincji Benewent.
Według danych na I 2009 gminę zamieszkiwało 1908 osób przy gęstości zaludnienia 109,2 os./1 km².